# Treno Alta Velocità
A Treno Alta Velocità (rövidítve TAV) Olaszország nagysebességű vasúthálózatát üzemeltető vállalat volt.
A Treno Alta Velocità SpA (TAV) a Rete Ferroviaria Italiana (amely maga is a Ferrovie dello Stato Italiane tulajdonában van) tulajdonában lévő, az olaszországi nagysebességű vasúthálózat tervezésére és építésére létrehozott különleges célú társaság volt.

## Célja
A Treno Alta Velocità célja a nagysebességű vasúti folyosók kiépítése volt ott, ahol a hagyományos vonalak már telítettek. Az első a Milánó és Salerno, valamint a Torino és Trieszt közötti folyosó volt.
A projekt céljai közé tartozott:
- az olasz vasúthálózat működésének az európai vasúti szabványokhoz való igazítása;
- a nagysebességű vasút elérhetőségének kiterjesztése az egész országra, ezáltal javítva az utazási időt Olaszország nagyvárosai között;
- a vonalak kapacitásának és a vonatsűrűségnek a jelentős növelése, valamint a biztonság növelése a vonatirányítás és a jelzőrendszer korszerűsítése révén.

Olaszország új nagysebességű vonalait elsősorban személyszállításra fogják használni nappal (AV - Alta Velocità, nagy sebességű) és áruszállításra (AC - Alta Capacità, nagy kapacitású) éjszaka. A másik cél a hagyományos vonalak telítetlensége, amelyeket aztán regionális közlekedésre és ingázásra lehet használni.

## Története
A hálózat megtervezése már az 1960-as években megkezdődött.
Az RFI rendkívüli közgyűlésének 2010. december 7-i határozatát követően december 31-én a társaság beolvadt a Rete Ferroviaria Italiana-ba.